# Pultový prodej
Pultový prodej je označení základní formy maloobchodního prodeje zboží, kde zákazník v prodejně stojí před pultem a prodavač jej obsluhuje za pultem. Prodávané zboží prodavač pokládá na pult před zákazníka. Obchod končí po zaplacení zboží, kde platba je prováděna opět přes pult od zákazníka k prodavači.
V dřívějších dobách (kdy neexistoval samoobslužný prodej ani velké supermarkety a hypermarkety) se jednalo prakticky o jedinou a tradiční formu maloobchodního prodeje, všechny prodejny byly vybaveny pulty.
Protikladem pultového prodeje je pak samoobslužný prodej, kde není žádný pult a zákazník sám sebe obsluhuje. 
S pultovým prodejem se můžeme setkat i v některých velkých samoobsluhách, supermarketech a hypermarketech, kde menší část specializovaného či choulostivého zboží (např. maso, uzeniny, lahůdky apod.), zaměstnanci samoobslužného obchodu váží a balí zákazníkům bez placení za pultem, vlastní placení zboží se pak provádí později u samostatné pokladny spolu s ostatním zbožím.

## Podpultové zboží
Z totalitních dob se nám dochoval dnes již velmi málo používaný termín podpultové zboží. Jednalo se o to, že v dobách tzv. reálného socialismu v mnoha sortimentech běžného spotřebního zboží nebyl zboží vždy dostatek, což pak vedlo k tomu, že prodavači takovéto nedostatkové zboží schovávali pro své kamarády, známé, příbuzné, nadřízené a jiné privilegované spoluobčany (zde obrazně řečeno jakoby „pod pultem“, mimo dohled ostatních neprivilegovaných zákazníků).